# Stereolab
Stereolab é um grupo musical franco-britânico de post-rock cujo estilo é uma mistura de pop e lounge dos anos de 1950-1960 com ritmos emprestados do krautrock, da música brasileira, da eletrônica e de uma miríade de outras influências. O grupo foi fundado em 1990 pelo compositor inglês Tim Gane (guitarra, teclados) e a artista francesa Lætitia Sadier (canto, teclados, guitarra, trombone), que escreve e canta em francês e inglês.
São conhecidos pelo uso de sintetizadores Moog e órgãos Vox e Farfisa. Ganharam pelos fãs o apelido carinhoso de "The Groop", que aparece no título de uma música do álbum "Space Age Batchelor Pad Music": "The Groop Play Chord X". O aclamado álbum Emperor Tomato Ketchup, de 1996,  está na lista "The 100 Greatest Indie Rock Albums of All Time" do site Amazon.com.
Desde abril de 2009, a banda encontra-se em um hiato sem previsão de lançar novo material..

## Histórico
Lætitia Sadier e Tim Gane se conhecem nos anos de 1980, durante um concerto do grupo londrino McCarthy, do qual Gane era líder. Uma relação amorosa e musical começa, resultando no Stereolab quando McCarthy se separa no começo dos anos 1990. Eles vendem suas primeiras gravações, principalmente por correspondência e em lojas especializadas (Rough Trade, New Rose etc) até que o primeiro álbum, Peng!, é lançado em 1992.

### Formações
Com o passar dos anos, Gane e Sadier receberam a companhia de um grande número de outros músicos para acompanhá-los nos palcos e gravações. A primeira formação incluiu Martin Kean no baixo e Joe Dilworth na percussão, com Russel Yates e Mick Conroy também aparecendo em apresentações. Em 1993 foram recrutados Andy Ramsay (bateria) e Mary Hansen (voz, guitarra, teclados e percussão). A voz distintiva de Hansen se tornou um elemento importante no som dos Stereolab. A artista continuou membro da banda até sua morte em um acidente envolvendo sua bicicleta em Londres, em dezembro de 2002.
A formação presente da banda consiste de Tim Gane, Lætitia Sadier, Andy Ramsay, Simon Johns, Dominic Jeffrey, Joseph Watson, e Joseph Walters.

## Estilo
Os primeiros materiais da banda apresentava uma grande influência de krautrock, particularmente Neu! e Faust, com uso de órgãos Farfisa distorcidos e riffs repetitivos na guitarra e nos teclados. Com o desenvolvimento da banda, foi incorporada uma nova instrumentação e um crescente senso de ritmo e estrutura, mostrando cada vez mais influência da MPB.

### Letras e títulos
Muitas músicas dos Stereolab tratam de questões filosóficas e políticas, algumas vezes até em cenários surrealistas ou situacionistas. As letras escritas por Sadier, em francês e inglês, são freqüentemente sociológicas e se posicionam como um contraponto ao som que é particular à banda. Um exemplo é "Ping Pong", do álbum "Mars Audiac Quintet", que é uma alusão explícita às teorias marxistas sobre a relação entre os ciclos econômico e bélico. Os títulos evocam memórias de histórias de ficção científica dos anos 50, freqüentemente sendo "emprestados" diretamente de velhos filmes e gravações da época.

## Discografia

### Álbuns de estúdio
- Peng! (1992), Too Pure/American
- Transient Random-Noise Bursts with Announcements (1993), Duophonic/Elektra
- Mars Audiac Quintet (1994), Duophonic/Elektra
- Emperor Tomato Ketchup (1996), Duophonic/Elektra
- Dots and Loops (1997), Duophonic/Elektra
- Cobra and Phases Group Play Voltage in the Milky Night (1999), Duophonic/Elektra
- Sound-Dust (2001), Duophonic/Elektra
- Margerine Eclipse (2004), Duophonic/Elektra
- Chemical Chords (2008), Duophonic/4AD
- Not Music (2010), Duophonic

### Compilações
- Switched On (1992), Too Pure/Slumberland
- Refried Ectoplasm: Switched On, Vol. 2 (1995), Duophonic/Drag City
- Aluminum Tunes: Switched On, Vol. 3 (1998), Duophonic/Drag City
- ABC Music: The Radio 1 Sessions (2002), Strange Fruit/Koch
- Oscillons from the Anti-Sun (2005), Duophonic/Too Pure
- Fab Four Suture (2006), Duophonic/Too Pure
- Serene Velocity: A Stereolab Anthology (2006), Duophonic/Elektra/Rhino